# 平順県
平順県（へいじゅん-けん）は中華人民共和国山西省長治市に位置する県。

## 歴史
1529年（嘉靖8年）、明朝により設置された。1764年（乾隆29年）に廃止されたが、1912年（民国元年）に再設置され現在に至る。

## 行政区画
- 鎮:青羊鎮、竜渓鎮、石城鎮、苗荘鎮、玉峡関鎮
- 郷:西溝郷、東寺頭郷、虹梯関郷、陽高郷、北耽車郷、北社郷

## 名所・旧跡
- 全国重点文物保護単位
  - 天台庵
  - 大雲院
  - 龍門寺
  - 淳化寺
  - 明恵大師塔
  - 九天聖母廟
  - 仏頭寺
  - 回龍寺
  - 夏禹神祠
  - 金灯寺石窟
  - 北社三嵕廟
  - 北社大禹廟
  - 北甘泉聖母廟
  - 西青北大禹廟